# Крейн Олександр Абрамович
Крейн Олекса́ндр Абра́мович — російський і радянський композитор і музичний діяч єврейського походження. Заслужений діяч мистецтв РРФСР (1934). Брат композиторів Давида і Григорія Крейнов.

## Біографічні відомості
Народився 20 жовтня 1883 р. у м. Нижній Новгород. 
Навчався в Московській консерваторії (закінчив у 1908 році) по класу віолончелі у Альфреда Ґлена і по класу композиції у Болеслава Яворського та Леоніда Ніколаєва. 
Автор опер, балетів, творів для хорів, музики до українських кінофільмів: «Дивний сад» (1935), «Справжній товариш» (1936), «Том Соєр» (1936).
Помер 21 квітня 1951 р. у Старій Рузі Московської обл. 